# Alfonso Signorini

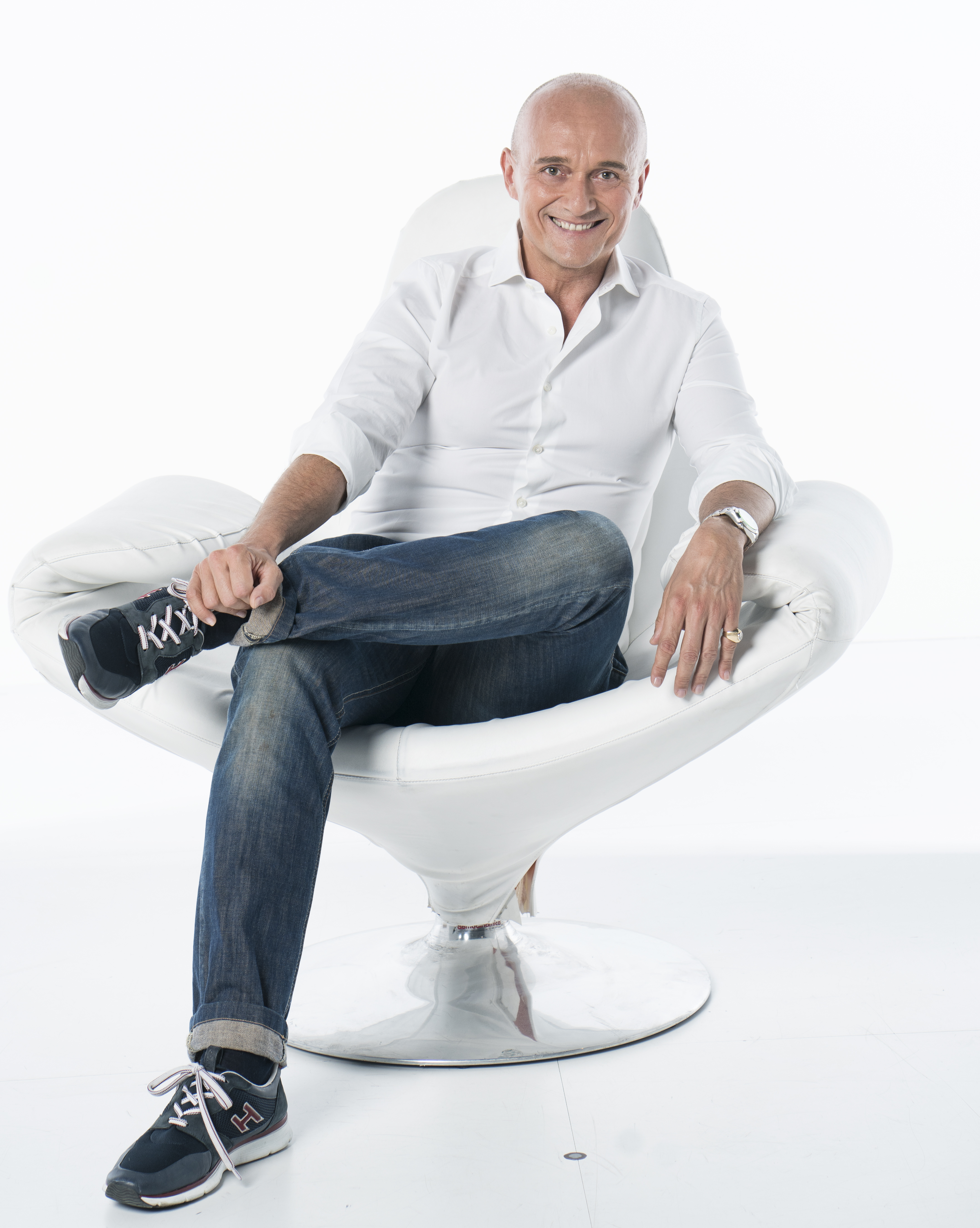
Alfonso Signorini

Alfonso Signorini (* 7. April 1964 in Mailand) ist ein italienischer Journalist, Fernsehmoderator und Autor.

## Leben
Als Fernsehmoderator moderierte er verschiedene Fernsehsendungen auf den Fernsehsendern Rai 2 und Canale 5. Als Autor verfasste er mehrere Bücher. Signorini ist für das italienische Magazin Chi tätig, wo er seit 2006 Chefredakteur ist.

## Filmografie (Auswahl)

### Fernsehen
- Chiambretti c'è (Rai 2, 2002)
- L'isola dei famosi (Rai 2, 2003–2007)
- Markette (La7, 2004–2008)
- Ritorno al presente (Rai 1, 2005)
- Verissimo (Canale 5, 2006–2012)[2]
- Scherzi a parte (Canale 5, 2007)
- Grande Fratello (Canale 5, 2008–2012)
- Maurizio Costanzo Show (Canale 5, 2009)
- Kalispéra! (Canale 5, 2010–2011)
- La notte degli chef (Canale 5, 2011)
- Opera on Ice (Canale 5, 2011–2012)
- Studio 5 (Canale 5, 2013)

## Werke (Auswahl)
- Costantino desnudo, s. l., Maestrale Company-Lele Mora, 2004, ISBN 88-18-01715-2
- Il Signorini. Chi c'è c'è, chi non c'è s'incazza, Mailand, Mondadori, 2006, ISBN 88-04-55930-6
- Troppo fiera, troppo fragile. Il romanzo della Callas, Mailand, Mondadori, 2007, ISBN 9788804571841
- Chanel. Una vita da favola, Mailand, Mondadori, 2009, ISBN 9788804583738
- Blu come il sangue. Storie di delitti nell'alta società, con Massimo Picozzi, Mailand, Mondadori, 2010, ISBN 9788804594857
- Marylin. Vivere e morire d'amore, Mailand, Mondadori, 2010, ISBN 9788804598121
- L'altra parte di me, Mailand, Mondadori, 2015, ISBN 9788804646259
- Ciò che non muore mai. Il romanzo di Chopin, Mailand, Mondadori, 2017.